# Bourreria veracruzana
Bourreria veracruzana es una especie extinta de planta arbórea fanerógama perteneciente a la familia Boraginaceae. Fue descrita por María Goreti Campos Ríos y Fernando Chiang en 2010. Su distribución se restringía al municipio de Catemaco (en Veracruz, México), siendo parte de la vegetación riparia de la zona. La UICN considera al taxón extinto desde el 2021, dado que no se han tenido registros de éste tras su última colecta en 1984 (pese a las extensas búsquedas realizadas), aunado al hecho de que su hábitat ha sido significativamente degradado como resultado de la actividad ganadera y agrícola industrial.